# Dziewiątka (węzeł)
Dziewiątka – węzeł stosowany we wspinaczce m.in. do połączenia liny asekuracyjnej i uprzęży wspinaczkowej. Jego zastosowanie jest podobne do podwójnej ośemki, jednak ze względu na jego większą grubość jest czasem stosowany na cienkich linach.

## Sposób wiązania

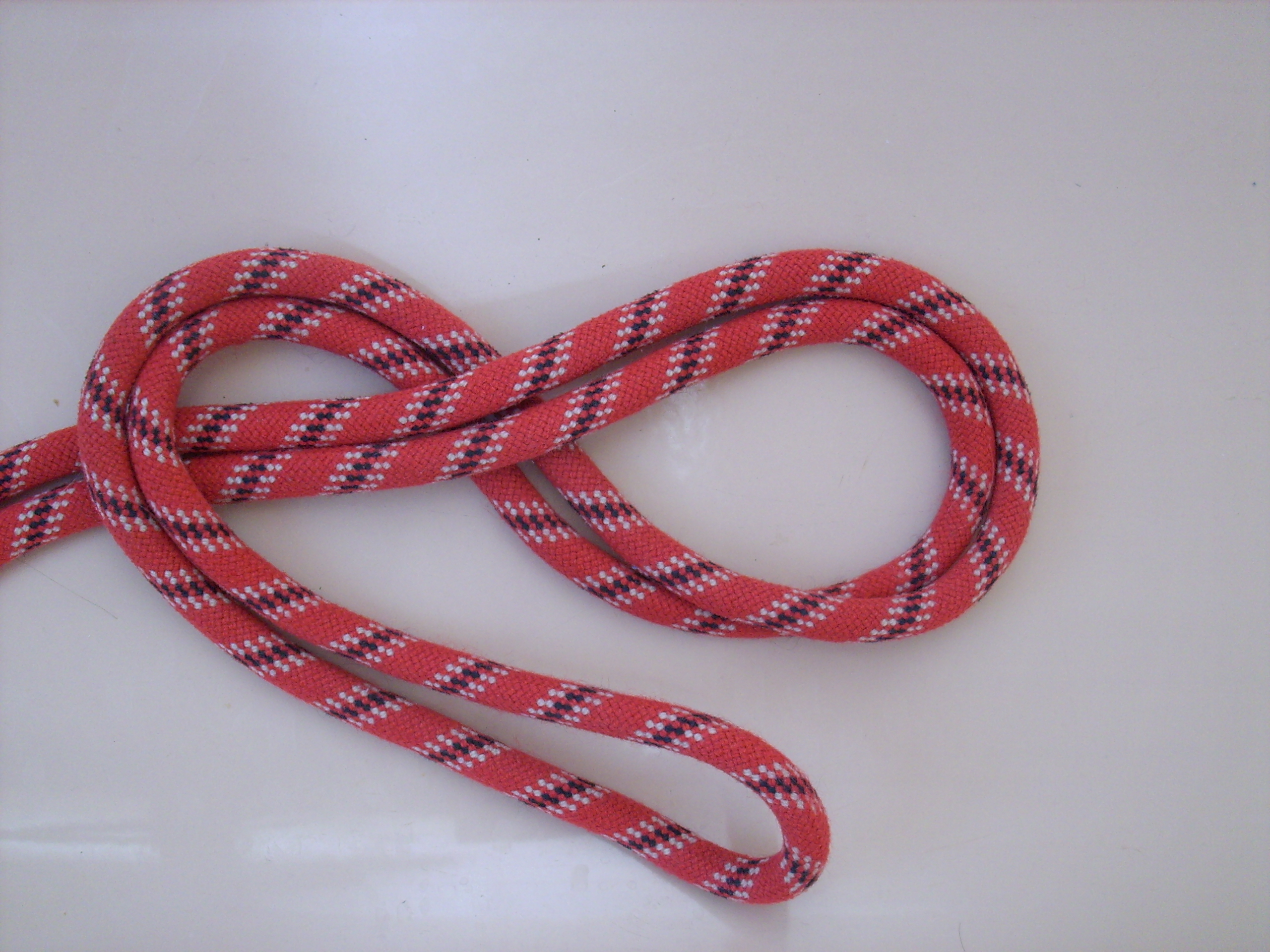
A.
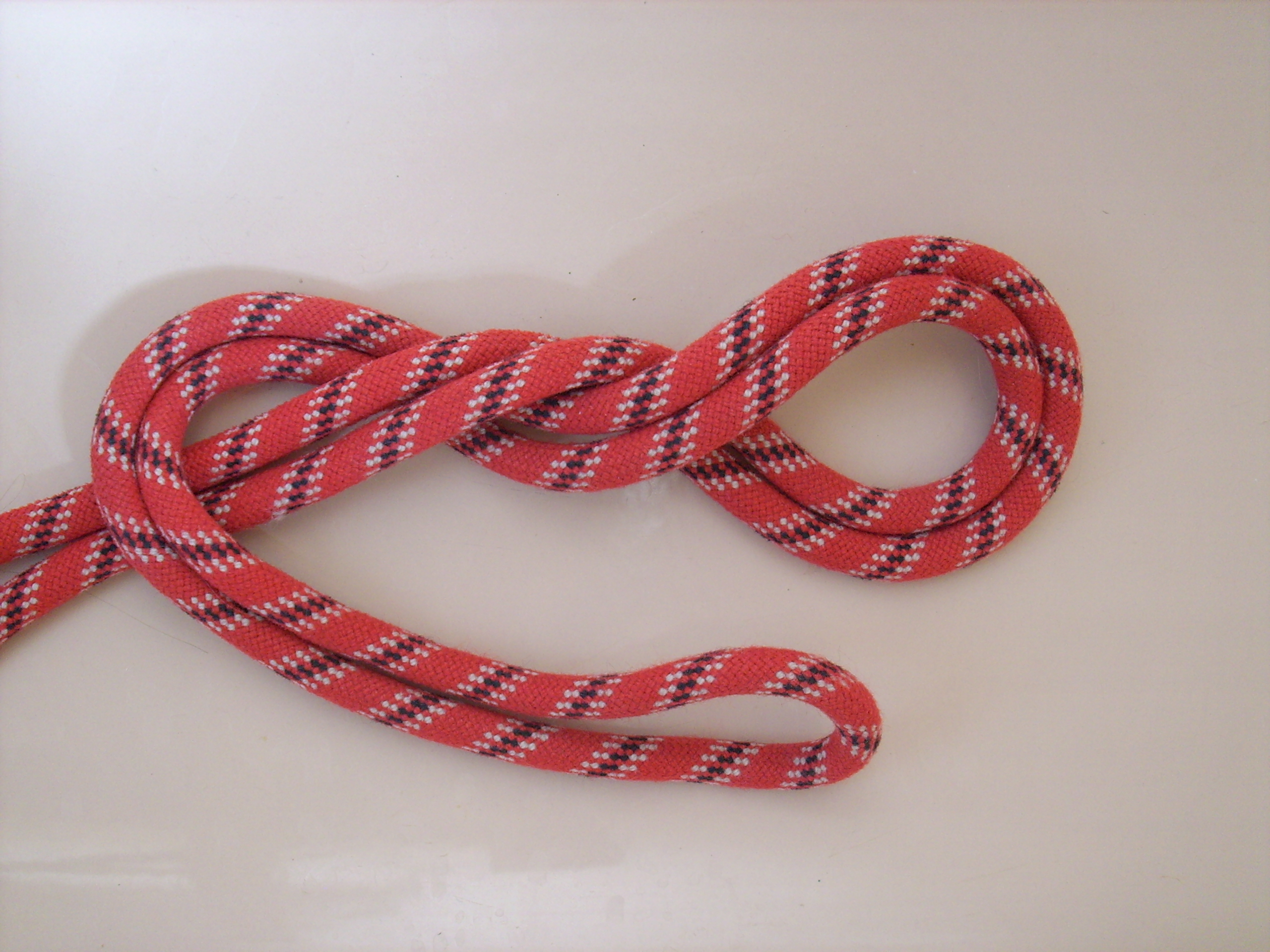
B.
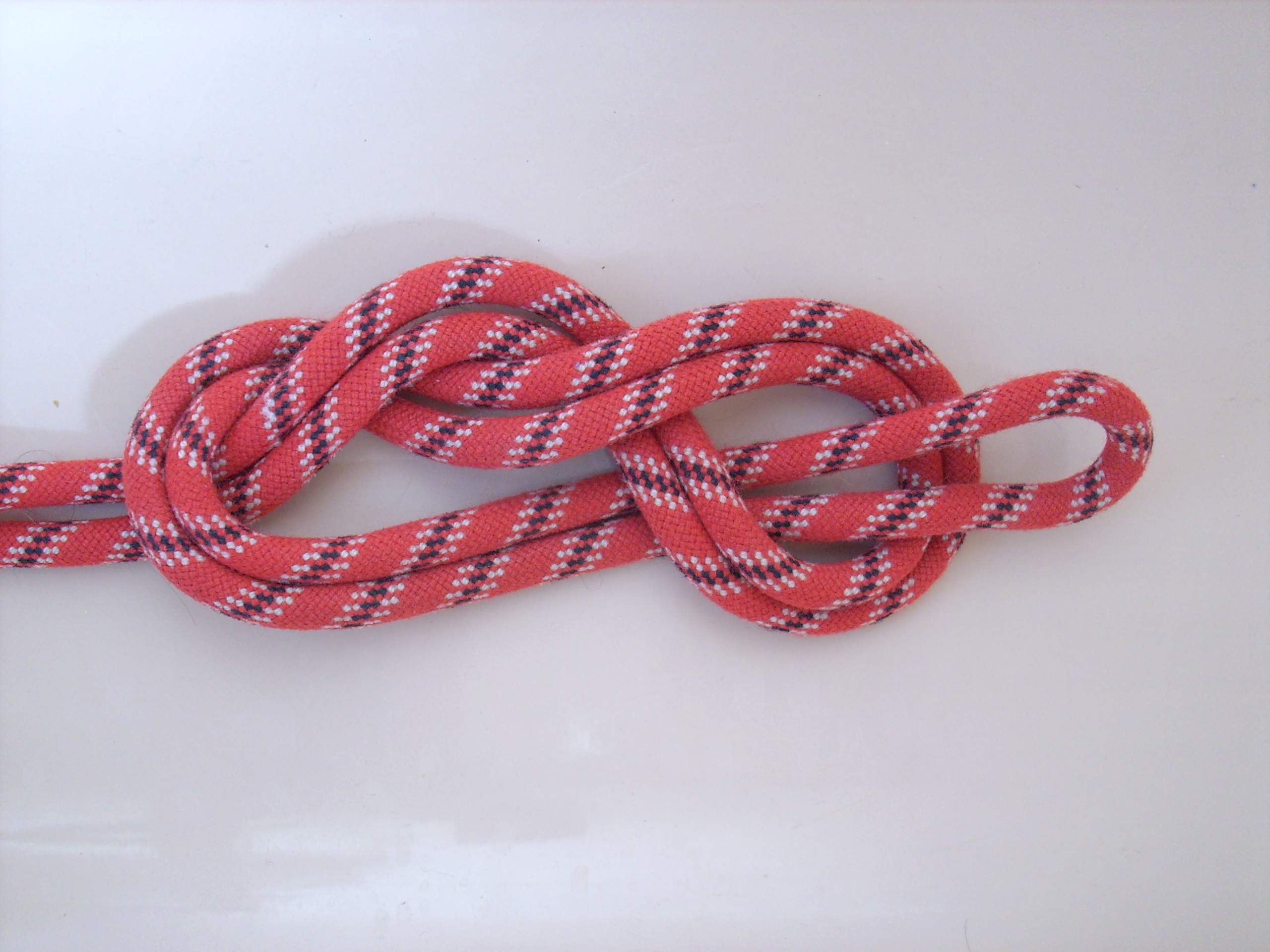
C.

W sposobie wiązania węzeł ten różni się od ósemki wykonaniem dodatkowego skręcenia pętli (etap B.).